# Space Cadet (album)
Space Cadet è il settimo album dei KC and the Sunshine Band, pubblicato nel 1981.

## Tracce
1. Space Cadet – 3:55
2. Redlight – 4:07
3. I Ask Myself – 3:30
4. You Keep Hanging On – 4:30
5. Make Me a Star – 3:35
6. I Don't Wanna Make Love – 3:55
7. Nothing Sadder Than A Heartache – 3:24
8. What's Wrong? – 2:54
9. Only Love – 3:25
10. Holdin' On So Long – 2:58